# Eleutherodactylus cuentasi
Eleutherodactylus cuentasi là một loài ếch trong họ Leptodactylidae.
Loài này có ở Colombia và có thể cả Venezuela. Loài này đang bị đe dọa do mất môi trường sống.